# 半夜鸡叫
《半夜鸡叫》是中国上海美术电影制片厂制作的木偶动画短片，根据高玉宝所著小说《高玉宝》中情节改编。

## 剧情简介
有位叫周扒皮的地主，他雇用的长工即将完工，但他不愿付给长工薪水，于是他便在半夜躲在鸡棚学鸡打鸣，迫使长工早起干活，设计着长工们会因禁不起折腾在发薪之日就提早离开，然而他半夜学鸡打鸣之事很快就被发现，自己反而被长工们所算计。

## 动画资料
- 上海美术电影制片厂
- 一力大一年 出品
- "半夜鸡叫"
- 原著：高玉宝
- 编剧：张松林、虞和静
- 导演：尤磊
- 造型设计：谢洪宾
- 背景设计：程中岳
- 摄影：钟立人
- 作曲：陈仲驹
- 木偶操作：尤磊、郭琰、蔡渊澜
- 演奏：上影乐团
- 指挥：龚万里

## 课文
“半夜鸡叫”入选人教1988年版小学《语文》第8册。   2000年前一直是语文教科书里的重要课文，还被拍成木偶剧和课本剧，称得上建国后文学作品发行之最。近年来《半夜鸡叫》受到大陆不少民众、乃至外国小朋友们的质疑与嘲笑。

## 参看
- 周春富